# Jaap Boots

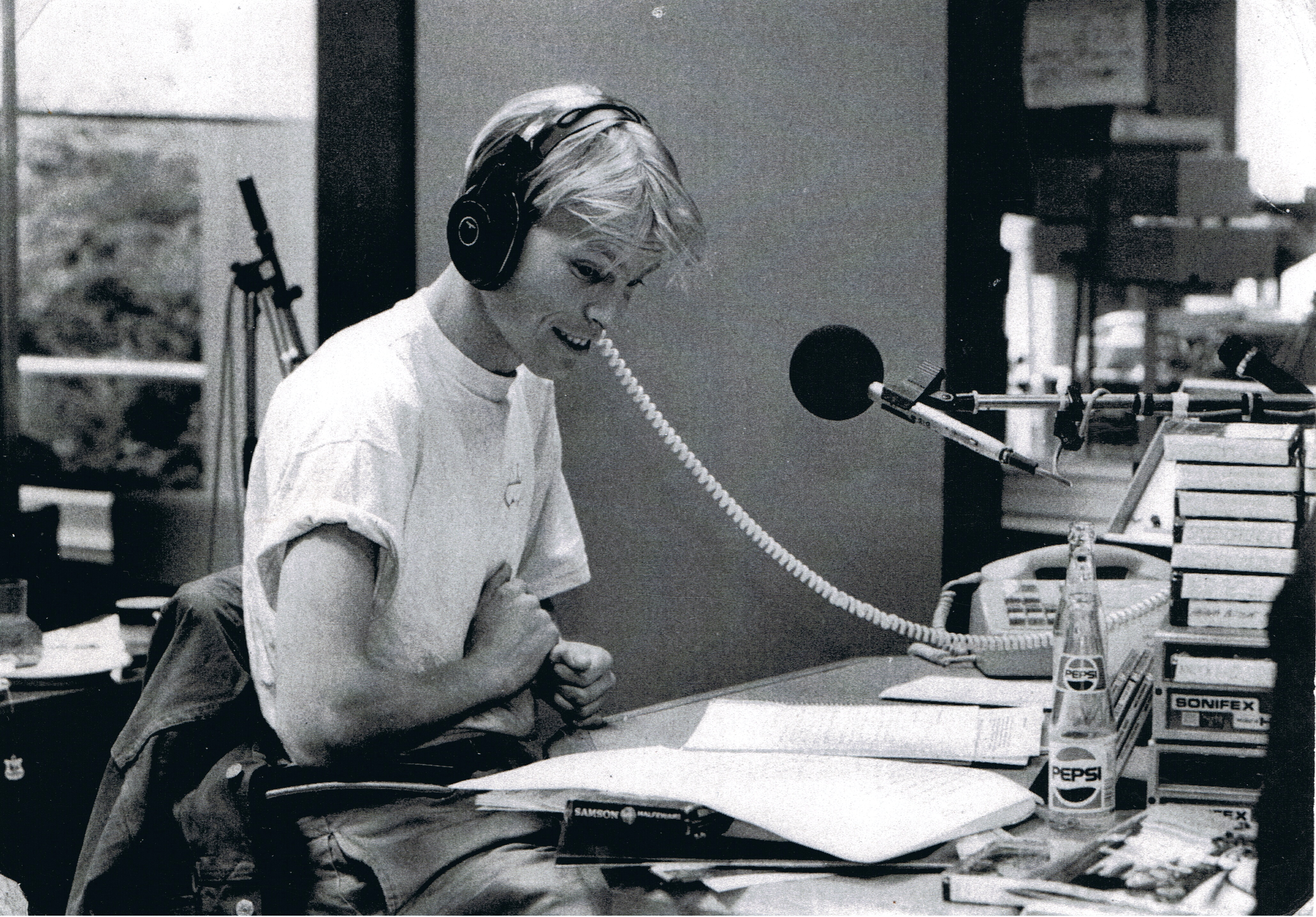
Jaap Boots in de Villa 65-studio van de VPRO (1990)

Jaap Boots (Bergen, 7 februari 1961) is een Nederlandse zanger/tekstdichter,  schrijver, docent media en popmuziek en oud-radiomaker.

## Loopbaan
Boots begon zijn loopbaan bij de VPRO-televisie, waar hij kinderprogramma's maakte en meewerkte aan het programma Firma Onrust (later: Onrust!).
Vanaf 1990 was hij werkzaam als dj voor de VPRO bij de 3FM-programma's Club Lek, Club3VOOR12 en Einfach Rockmusic. In 1997-1998 speelde hij de rol van Mister Lee, de man achter het punk, ska en garagerockprogramma Mister Lee's Mysterious Washing Machine.
Hij presenteerde ook enkele malen de televisie-uitzendingen over het openluchtfestival Lowlands. Naast radiomaker is Boots actief als schrijver en muzikant. Zijn begeleidingsband heet De Natte Honden. Hij maakte vier albums (zie discografie). Het liedje Kutwijf van het album Afkuil eindigde op nummer 89 in VPRO's Song Van Het Jaar 2007.
Tussen 2006 en 2008 presenteerde Boots het middagprogramma Cantina op Radio 6. Tussen 2009 en 2011 presenteerde hij samen met jazzcriticus Koen Schouten op zaterdag en zondag het live-programma Shouting Boots op Radio 6, opgevolgd door de JaBo Gumbo Show. Per 1 januari 2014 verliet Boots de VPRO. Op 9 november van dat jaar verscheen zijn verhalenbundel Donderweg: Mijn leven in de fastlane van de popmuziek bij uitgeverij Ambo-Anthos. Met het boek als leidraad ging hij op een theatertour langs kleine zalen door heel Nederland. In april 2018 verscheen Boots' derde album Terug Naar Zee. De zanger toerde met een nieuwe band en de gelijknamige voorstelling door Nederland. Ook was hij te gast in het televisieprogramma Vrije Geluiden. In 2022 verscheen bij uitgeverij Concertobooks een eerste dichtbundel van Boots, getiteld Bambalam. De bundel, met daarin dertig 'rockgedichten' is geïllustreerd door de bekende Nederlandse illustrator en striptekenaar Erik Kriek. Ook hier was een kleine theatertour aan gekoppeld, waarbij Boots meestal optrad met DJ Oscar (Smit).  
Op 6 september 2024 verscheen Jaap's vierde album Wilde Tulpen, waarvan de productie werd gedaan door Marg Van Eenbergen. Het album werd goed ontvangen en er werden tracks van gedraaid op NPO Radio 1, 2 en 5. De bekende dj Frits Spits sprak van "veertien uitstekende liedjes", Leo Blokhuis noemde het een "prachtig album" en roemde de eigenwijsheid van Boots. Hij was geroerd door Boots' coverversie van Into My Arms van Nick Cave die de zanger live in de studio speelde. Boots trad met de Wilde Tulpen Show veelal solo op in clubs en theatertjes.

## Discografie
- Zal de Hemel (2000, PIAS)
- Afkuil (2007, Rosa Records)
- Terug naar Zee (2018, V2/Munich Records)
- Wilde Tulpen (2024, JBM/Sonic)